# یواس‌اس اوبانون (دی‌دی-۴۵۰)
یواس‌اس اوبانون (دی‌دی-۴۵۰) (به انگلیسی: USS O'Bannon (DD-450)) یک کشتی بود که طول آن ۱۱۴٫۷ متر (۳۷۶ فوت) بود. این کشتی در سال ۱۹۴۲ ساخته شد.